# یونایت استیودنتس
یونایت استیودنتس (انگلیسی: Unite Students) شرکت املاک بریتانیایی است، که در سال ۱۹۹۱ تأسیس شد.